# Dolf van der Wal
Dolf van der Wal (Huizen, 21 juli 1987) is een Nederlandse snowboarder.
Van der Wal begon in 1998 met snowboarden en is sinds 2005 professional. Hij nam op het onderdeel halfpipe deel aan de Olympische Winterspelen in 2010 maar kwam hier niet verder dan de kwalificaties en eindigde als 37e. Op 13 december 2013 wist hij zich te kwalificeren voor Sotsji door als vierde te eindigen in de wereldbekerwedstrijd in Ruka voor de halfpipe. Bij de Olympische Winterspelen in 2014 kwam hij eveneens niet verder dan de kwalificaties. Eind 2015 beëindigde hij zijn sportieve carrière.
Dolf van der Wal is de broer van de in 2011 overleden cabaretière Floor van der Wal.

## Resultaten

### Olympische Winterspelen
| Jaar | Plaats    | Resultaten   |
| ---- | --------- | ------------ |
| 2010 | Vancouver | 37e Halfpipe |
| 2014 | Sotsji    | 26e Halfpipe |

### Wereldkampioenschappen
| FIS  | FIS                    | FIS                         |
| Jaar | Plaats                 | Resultaten                  |
| ---- | ---------------------- | --------------------------- |
| 2007 | Arosa                  | 20e Big Air 31e Halfpipe    |
| 2009 | Gangwon                | 20e Halfpipe                |
| 2011 | La Molina              | 16e Halfpipe 31e Slopestyle |
| 2013 | Stoneham-et-Tewkesbury | 49e Halfpipe                |
| 2015 | Kreischberg            | 20e Halfpipe                |

| WSF  | WSF    | WSF         |
| Jaar | Plaats | Resultaten  |
| ---- | ------ | ----------- |
| 2012 | Oslo   | KF Halfpipe |

### Wereldbeker
Eindklasseringen
| Seizoen   | Algm | HP    | BA  | SBS |
| --------- | ---- | ----- | --- | --- |
| 2004/2005 | –    | 96e   | –   | –   |
| 2005/2006 | 182e | 64e   | 68e | –   |
| 2006/2007 | 20e  | Brons | 87e | –   |
| 2007/2008 | 45e  | 10e   | 42e | –   |
| 2008/2009 | 112e | 34e   | –   | –   |
| 2009/2010 | 84e  | 25e   | –   | –   |
| 2010/2011 | 29e  | 21e   | 43e | –   |
| 2011/2012 | 31e  | 20e   | –   | 21e |